# علي الشرايري
علي بن الحاج حسين الشرايري البلوي (1878-25 يونيو 1960) عسكري وسياسي أردني ولد في إربد.

## حياته
تلقى علومه الابتدائية في إربد، ودفعه طموحه إلى تحصيل مزيد من العلم، فذهب إلى دمشق سيراً على الأقدام، والتحق بالمدرسة الإعدادية العسكرية وتخرج منها سنة 1892، ولتفوقه التحق بالكلية الحربية في إسطنبول عام 1895، وكان في الثامنة عشر من عمره، وتخرج برتبة ملازم ثاني في الجيش العثماني عام 1902 م. التحق بكلية المدفعية ليرفّع بعد التخرج منها إلى رتبة ملازم أول، وكان ذلك في العام 1905 م.
عرف علي الشرايري بالكفاءة العلمية والعسكرية، وقد لفت انتباه قادته في الجيش، وحصل على تقارير أشادت بقدراته وكفاءته، مما سارع بترقيته، حتى احتل مكانة متقدمة في الجيش وتم منحه لقب خلقي، فعين قائداً للسرية السابعة المدفعية في الفرقة (51) المتواجدة في منطقة الدردنيل، ثم انتقل إلى القوقاز وتركستان للاشتراك في الحرب ضد الجيش الروسي.
منحته قيادة الأركان وسام الشجاعة من المرتبة الأولى، ورفّعته إلى رتبة رئيس أول. وفي عام 1906 م أصبح في قيادة المدفعية في الفرقة نفسها، وشهدت تلك الفترة الكثير من التحولات السياسية والعسكرية، في مختلف المناطق التابعة للدولة العثمانية، وعلى حدودها المختلفة نتيجة لضعف بنية الدولة.
في نهايات عام 1907 م نُقل الشرايري إلى قيادة الفرقة (14) المتمركزة في لبنان وسوريا والأردن، وفي الفترة نفسها رُفّع إلى رتبة قائم مقام عسكري، ولم تدم إقامته في سوريا، حيث نُقل سنة 1908 م إلى اليمن للمشاركة في مواجهة الثورة العارمة هناك، التي أشرت على ضعف الدولة، ودخولها مرحلة التراجع السريع. اخر الرتب العسكرية التي حصل عليها كانت ميرلوا«أمير لواء».
ساهم بالمفاوضات التي منحت الإمام يحيى سلطات حقيقية واسعة، ودعماً مالياً كبيراً.
وكانت القوات الإيطالية قد بدأت بغزو ليبيا فأرسل علي خلقي الشرايري للمشاركة في الحرب ضد الجيوش الإيطالية عام 1911 م، لكن ضعف الدولة وتخلّف نظمها العسكرية أدى إلى سقوط ليبيا في يد الإيطاليين، فعاد بعدها الشرايري إلى إسطنبول في العام 1913م.

## التحاقه بالثورة العربية الكبرى
أصبح علي الشرايري حاكماً عسكرياً لمنطقة مكة المكرمة، وهناك التحق بالثورة العربية الكبرى بقيادة الشريف الحسين بن علي، واستطاع إقناع الجنود والضباط العرب في الحامية العثمانية بالوقوف إلى جانب جيش الثورة العربية، وبذلك أعلن الولاء للشريف الحسين في قيادة الثورة، وقد كان لعلي خلقي الشرايري دور بارزً في مجريات الأحداث والمعارك التي قادها العرب، لتحقيق انتصارات متتالية على القوات التركية حتى تم تحرير المنطقة العربية وصولاً إلى شمال مدينة حلب.

## دوره في الثورة السورية ضد الاستعمار الفرنسي ومعركة ميسلون
أوفده الشريف الحسين بن علي في أواخر شهر تشرين الأول من عام 1918 م بعد أن أقسم علي خلقي الشرايري بين يديه قسم الولاء للثورة العربية الكبرى إلى الهند لإقناع الضباط والجنود العرب الذين أسرتهم القوات البريطانية في حربها ضد الدولة العثمانية بالانضمام إلى الثورة. نجح الشرايري في تشكيل قوة من حوالي 800 من الضباط والجنود العرب والقدوم بهم على متن باخرة من الإسكندرية إلى العقبة للانضمام إلى جيش الثورة الذي كان يقوده الأمير فيصل بن الحسين.
عيَّـنه الأمير فيصل حاكما عسكريا لمنطقة الكرك في شهر آب من عام 1919م، ثمَّ نقل حاكما عسكريا لمنطقة الجولان، وتزامن ذلك مع حشد المحتلين الفرنسيين قوة عسكرية بقيادة الجنرال غورو للهجوم على دمشق للقضاء على الحكومة العربية التي تشكلت فيها بزعامة الأمير فيصل بن الحسين.
استبق المجاهدون العرب الهجوم الفرنسي بإعلان الثورة على الفرنسيين في معظم المناطق السورية، وقام القائم مقام علي خلقي الشرايري في 5 / 12 / 1919 م بالانتقال سرا إلى القنيطرة ليبدأ فعاليات الثورة ضدَّ المحتلين الفرنسيين وكان يرافقه عدد من الضباط الأردنيين منهم سليمان التميمي ونصوح منور ومحمود أبوغنيمة وسيف الدين القائد وتيسير ظبيان ومحمد حافظ معاذ وفريد رحمون وشوكت العائدي وطارق الجندي وخلف محمد التل، وبعد وصوله إلى القنيطرة بعث الشرايري موفدين إلى شرقي الأردن لاستنفار المزيد من المجاهدين.
يشير القاء مقام علي خلقي الشرايري في مذكراته أنه يُسجِّـل بمداد الفخر والاعتزاز انضمام بعض المجاهدين من سنجق عجلون» لواء عجلون» إلى قوات الثورة في القنيطرة كان منهم القائدان محمد علي العجلوني ومحمود أبوراس (الروسان) والضباط أحمد التل (أبوصعب) وأحمد أبوراس وعبد الله التل (أبوعز الدين)، وكان يرافقهم ثلاثون مجاهدا من ناحية بني عبيد وثلاثون مجاهدا من الكورة وثلاثون مجاهدا من الوسطية وعشرون مجاهدا من الكفارات وعشرون مجاهدا من السروإلى جانب 120 مجاهدا من مناطق أخرى من شرقي الأردن ويذكر الشرايري أن قدوم هذه القوة أثار حمِّاس الثوار وقوَّى من عزيمتهم، وتمكـَّـن الثوار الأردنيون من القيام بعمليات ناجحة ضد المحتلين الفرنسيين، فقد شنَّت مجموعة بقيادة أحمـد التـل» أبوصعب» على مستعمرة (المطلة) اليهودية التي كانت تحت حماية الجيش الفرنسي.
حصلت المجموعة على غنائم وفيرة، وفي 4 / 1 / 1920م، اجتازت القوات الأردنية الموحدة بقيادة محمد علي العجلوني نهر الغجر وشنـَّـت هجوما مباغتا على المحتلين الفرنسيين الذين اضطرُّوا للفرارفلاحقهم أحمد التل (أبوصعب) وتمَّ أسر (35) ضابطا وجنديا فرنسيا، ثمَّ احتلَّ الثوَّار الأردنيون (مرجعيون) بعد معركة استمرت بضع ساعات تمكـَّـن الثوار خلالها من قتل عدد كبير من جنود الحامية الفرنسية وتمَّ رفع العلم العربي فوق قلعـتها (مرجعيون).
خاض الثوار الأردنيون مع الثوار السوريون واللبنانيون معارك ضد المحتلين الفرنسيين منها معركة النبطية ومعركة الحولة ومعركة (الحمارى) ومعركة (القليعة) ومعركة (تل النحاس) ومعركة (إبل السقي) ومعركة (الخصاص)، ولكن عندما وصلت أنباء وصول الجيوش الفرنسية بقيادة الجنرال غوروإلى مشارف دمشق إلى القائم مقام علي خلقي الشرايري سارع للانضمام مع الثوار الأردنيين إلى الجيش العربي الذي كان يقوده القائد يوسف العظمة وشاركوا إلى جانبه في معركة ميسلون التي ارتقى فيها المئات من الشهداء في مقدمتهم القائد البطل يوسف العظمة، وبعد أن حسمت المعركة لصالح المحتلين الفرنسيين أصدروا مئات أحكام الإعدام على المجاهدين العرب وكان منهم العديد من المجاهدين الأردنيين وفي مقدمتهم القائم مقام علي خلقي الشرايري وخلف محمد التل» أبوهاجم / أبومعن» وتيسير ظبيان.

## دوره في الحكومات المحلية في الأردن وتأسيسإمارة شرق الأردن
بعد خروج الملك فيصل من سوريا، عمد الشرايري بالتعاون مع أبناء الأردن إلى تشكيل حكومات الحكم المحلي، مثل حكومة اربد التي ترأسها علي خلقي الشرايري، نظراً لخبرته ومكانته في الثورة وصحبته للملك فيصل الأول، وعمل على تنظيم قوة عسكرية في شمال الأردن وأجزاء من جنوب سوريا، وتم إقامة مؤتمر عام في أم قيس من أجل إنشاء هذه الحكومة المحلية التي ضمت وجهاء عشائر اربد ومحيطها وضمت أيضاً أحمد مريود عن منطقتي الجولان وحوران، في دلاله على التوجه القومي حتى لدى حكومات الحكم المحلي الأردنية، لان علي خلقي كان يتطلع إلى تحرير البلاد العربية، من كل قوى الاستعمار والاستبداد.
وتعتبر هذه الحكومة ممهدة لقيام إمارة شرق الأردن، بقيادة الأمير عبد الله الأول ابن الحسين، حيث نص أحد بنودها على تأسيس حكومة عربية وطنية مستقلة برئاسة أمير عربي هاشمي، وقد تميزت علاقة الشرايري بالأمير عبد الله المؤسس بالحميمية القائمة على الود والتقدير.
بعد تأسيس الإمارة الأردنية عُيِّـن علي خلقي باشا الشرايري مشاوراً للأمن والانضباط (وزير الداخلية) في أول حكومة للإمارة تشكـَّـلت في 11 / 4 / 1921 م برئاسة اللبناني الأصل رشيد طليع وكان الشرايري الشرق الأردني الوحيد في تلك الحكومة، وأثار هذا الاختيار أستياء الحكومة البريطانية، وزاد من استيائها اختياره ليكون مشاوراً للأمن والانضباط وهومنصب يوازي في أيامنا وزارة الداخلية، وقد تجلى هذا الاستياء من خلال الوثيقة التي تحتفظ بها دار الوثائق البريطانية في الملف رقم (2/732 C.O)، ونشرها المؤرخ الأستاذ سليمان الموسى في كتابه «وجوه وملامح» حيث حملت الوثيقة نص برقية أرسلها المندوب السامي البريطاني في فلسطين «هيربرت صموئيل» إلى وزير المستعمرات البريطاني ونستون تشرشل يبلغه فيها بتعيين علي خلقي باشا الشرايري مشاوراً للأمن والانضباط ومديراً للأمن العام في الإمارة فردَّ تشرشل ببرقية أكد فيها عدم ارتياحه لتعيين علي خلقي الشرايري في هذا المنصب الخطير وأشار إلى أن ذلك التعيين سيثير الفرنسيين الذين يرون في علي خلقي الشرايري واحدا من أخطر أعدائهم، وطلب تشرشل من المندوب السامي البريطاني هيربرت صموئيل أن يرجوالأمير عبد الله بإعادة النظر في تعيين علي خلقي مشاوراً للأمن والانضباط (وزير داخلية)، ولكن الأمير المؤسِّـس لم يتجاوب مع مطلب الإنجليز بل لم يمانع من عودة الشرايري ناظرا للمعارف (وزيرا للمعارف) في حكومة الرئيس حسن خالد أبوالهدى الصيَّادي المشكـَّـلة في 5/9/1923م حيث زاره الأمير (الملك فيما بعد) في منزله في اربد عدة مرات حيث أصبح الشرايري ناظر المعارف واشترك في عدد من اللجان والمهام ذات التأثير في بناء الدولة.
كان علي خلقي الشرايري رجل دولة، جمع بين العلم والخبرة العسكرية الاحترافية، وكان عروبي الانتماء أردني الولاء، وقدم حياته كلها خدمة لبلده وأمته، وكان من ابرز رجالات جيل الرواد، الذين تركوا بصماتهم الذهبية على مسيرة التحرر العربي، وبناء الدولة في ظروف بالغة القسوة وغنية بالتحولات الكبيرة.
تسلم علي خلقي الشرايري مناصب عديدة في إمارة شرق الأردن، والمملكة الأردنية الهاشمية فيما بعد، حتى وافاه الأجل في 25 حزيران (يونيو) العام 1960.
ويقول في مذكراته:
"اتخذت في لقاء عقدته الحكومة في 10 أيلول (سبتمبر) 1920 م في منزلي بموافقة أعضاء حكومتي العربية قراراً بتوجيه كتاب لمأمور الأراضي لوضع إشارة على جزء من حوض الحميرة ليُصار عليها بناء جامعة لأبناء الأردن خاصة والعرب عامة تـُسمَّى "جامعة اليرموك الأردنية" لأنها تقع بين سوريا وفلسطين ولبنان.
لكن «حكومة عجلون العربية» لم تتمكن من تحقيق حلمها حيث لم تلبث أن حلت نفسها بعد تأسيس الإمارة الأردنية وتشكيل حكومة مركزية عاصمتها عمَّـان لتلتحق بالحكومة المركزية فتوقف مشروع بناء الجامعة، وبعد حوالي أربعين عاما وتحديدا في العام 1958 م عادت فكرة إنشاء جامعة أردنية إلى الظهور من جديد من إربد عبر إصدار مجلة «وحي العروبة» التي كانت تصدرها مدرسة العروبة الثانوية في اربد عددا خاصا يحمل لواء الدعوة لتاسيس جامعة أردنية، وفي كلمة التحرير التي كتبها رئيس تحريرها مدير مدرسة العروبة الأستاذ محمود أبو غنيمة إنطلقت أول دعوة على مستوى الأردن لتأسيس جامعة أردنية وطنية على تراب الأردن من خلال هذه العبارات: «إن مستقبل الأردن في عالم الغد المأمول، يحتاج إلى زنود قوية، وعقول نيـِّـرة، وهذا ما يجعلنا نفكر جدِّيا بتأسيس معامل الرجولة النيِّـرة، وأعني بذلك الجامعة ومايتبعها من كليَّـات للتخصصات المختلفة».
ولم تلبث الفكرة أن طرقت مسامع الملك الراحل الحسين بن طلال فصدرت الإرادة الملكية في 9/2/1962 بتأسيس أول جامعة في الأردن تحمل اسم الجامعة الأردنية، وقام رئيس الحكومة في حينه الرئيس وصفي التل باختيار موقع مستنبت وزارة الزراعة في الجبيهة ليكون موقعا دائما للجامعة الأردنية للاستفادة من إمكانيات المستنبت في تأسيس كلية للزراعة في الجامعة لتساهم في تطوير القطاع الزراعي الذي كان الرئيس التل يوليه اهتماما خاصا، وتمَّ تشكيل لجنة ملكية برئاسة الرئيس سمير الرفاعي للإشراف على تأسيس الجامعة الأردنية.